# Blu di timolo
Il blu di timolo (o timolsulfonftaleina) è un indicatore.
A temperatura ambiente si presenta come un solido verde dall'odore di fenolo. Nelle titolazioni acido-base, ha un campo di viraggio (a 18 °C) fra pH 1,2 e pH 2,7.